# Elyas Manochehr
Elyas Ahmad Manochehr (* 1978 in Kabul, Afghanistan) ist ein afghanischer Fußballtrainer und ehemaliger -spieler.

## Karriere

### Spielerkarriere
Der in Kabul geborene und aufgewachsene Manochehr spielte auf Vereinsebene in einer Fußballmannschaft seiner Heimatstadt. Von 2002 bis 2004 war er in der afghanischen Nationalmannschaft aktiv und nahm mit ihr an der Südasienmeisterschaft 2003 in Bangladesch teil, wo er einmal zum Einsatz kam. Darüber hinaus war der Stürmer beim historischen ersten Sieg der Nationalmannschaft gegen Kirgisistan (2:1) dabei.

### Trainerkarriere
Bis 2013 war Manochehr Trainer des afghanischen Vereins Feruzi FC. Nach dem Rücktritt von Klaus Stärk erhielt er im Juni 2008 den Posten des Co-Trainers der afghanischen Nationalmannschaft unter dem neuen Cheftrainer Mohammad Yousef Kargar. Im Jahr 2010 wurde er zum Trainer der afghanischen U-23-Nationalmannschaft ernannt. Mit ihr nahm er an den Südasienspielen 2010 teil, wo man sensationell das Finale erreichte und dort nach einer 0:4-Niederlage gegen Bangladesch die Silbermedaille gewann.
Im Jahr 2013 war Elyas Manochehr Trainer der in der Afghan Premier League spielenden Mannschaft Oqaban Hindukush. Er führte den Verein bis ins Halbfinale, wo man gegen den späteren Meister Shaheen Asmayee ausschied. In der folgenden Saison übernahm er den Verein Tofan Harirod von Said Moeen Hamedi, jedoch schied man bereits in der Gruppenphase aus.
Nachdem Kargar im Januar 2015 durch Messerstiche verletzt wurde, assistierte Manochehr bis Ende Februar dem Interimstrainer Hosein Saleh. Als im März Slaven Skeledžić als neuer Cheftrainer vorgestellt wurde, beförderte dieser Ali Askar Lali zu seinem neuen Co-Trainer. Daraufhin nahm Saleh, der die U-23-Nationalmannschaft Afghanistans übernahm, Manochehr als Co-Trainer in seinen Trainerstab auf.
Seit 2016 ist er Trainer vom Saramyasht FC. Zudem betreute er im Jahr 2017 wieder die U-23-Nationalmannschaft während der Qualifikation zur U-23-Asienmeisterschaft 2018.

## Privates
Manochehr ist verheiratet und ist Vater eines Sohnes.